# Jamnica, Prevalje
Jamnica este o localitate din comuna Prevalje, Slovenia, cu o populație de 71 de locuitori.